# Nicklas Schmidt
Nicklas Schmidt (* 13. März 1976 in Aarhus) ist ein dänischer Komponist.

## Leben
Nicklas Schmidt ist der Sohn eines Architekten. Durch dessen berufliche Kontakte nach Russland, begann Schmidt bereits in der Jugend russisch zu lernen, weswegen er nach seinem erfolgreichen Musikstudium am Det Kongelige Danske Musikkonservatorium ein weiteres Studium am Sankt Petersburger Konservatorium folgen ließ.
Seit Anfang der 2000er Jahre war Schmidt vermehrt für die Musik von Kurzfilmen verantwortlich und konnte 2008 mit der Musik zur Action-Komödie Det perfekte kup mit einem Langspielfilm debütieren. Seitdem zeichnete er sich die Musik von Dokumentationen, Fernsehserien und Kinofilmen verantwortlich und wurde für seine Musik zu Der große Bär, Erlösung und Lucia und der Weihnachtsmann jeweils als bester Komponist für den Filmpreis Robert nominiert.
Neben seiner Tätigkeit als Komponist ist er auch vereinzelt als Arrangeur und Orchestrator tätig. So zeichnete er sich in diesen Funktionen für die von Jóhann Jóhannssons komponierte Musik von Die Entdeckung der Unendlichkeit verantwortlich.

## Filmografie (Auswahl)
- 2008: Det perfekte kup
- 2009: Chamäleon – Leben in Farbe (Kamæleonernes Strand)
- 2009: Zoomer: Kleine Spione – Große Geheimnisse (Zoomerne)
- 2011: Der große Bär (Den kæmpestore bjørn)
- 2011: Ronal der Barbar (Ronal Barbaren)
- 2014: Johan und der Federkönig (Resan till Fjäderkungens Rike)
- 2014: Der kleine Wichtel (Familien Jul)
- 2016: Der kleine Wichtel kehrt zurück (Familien Jul i nissernes land)
- 2016: Erlösung (Flaskepost fra P)
- 2016–2017: Kiwi & Strit (Kiwi og Strit, Fernsehserien, 26 Folgen)
- 2018: Astrid (Unga Astrid)
- 2018: Lucia und der Weihnachtsmann (Julemandens datter)
- 2018: Small Town Criminals – Vollzeiteltern, Teilzeitgauner (Friheden, Fernsehserien, 10 Folgen)
- 2020: Lucia und der Weihnachtsmann 2 – Der Kristall des Winterkönigs (Julemandens datter 2)